# Carmen Kahn-Wallerstein
Carmen Kahn-Wallerstein, Pseudonyme Tony Peters, Bettina Hank, Silberdiestel, Hans Werner, Mawe Kalm (* 4. Mai 1903 in Frankfurt am Main; † 24. Dezember 1988 in Basel) war eine deutsch-schweizerische Schriftstellerin und Biografin.

## Leben
Kahn-Wallerstein arbeitete bis 1933 für den Rundfunk und schrieb für die Frankfurter Nachrichten und die Deutsche Rundschau.
Sie emigrierte 1933 in die Schweiz und ließ sich in Basel nieder, erhielt aber bis 1946 keine Arbeitserlaubnis. Danach arbeitete sie als Journalistin für die Basler Nachrichten, den Bund, die Neue Schweizer Rundschau und Die Tat. Sie veröffentlichte zahlreiche Biographien über Frauen der Goethezeit. Von 1959 bis 1971 war sie an der Universitätsbibliothek Basel beschäftigt.
Ab 1953 war sie Schweizerbürgerin. Teile ihres Nachlasses liegen bei der Universitätsbibliothek Basel sowie im Zentralarchiv zur Erforschung der Geschichte der Juden in Deutschland.

## Schriften (Auswahl)
- Aus Goethes Lebenskreis. 3 Essays. Francke, Bern 1946.
- Die Frau vom andern Stern. Goethes Schwiegertochter. Francke, Bern 1948.
- Bettina. Die Geschichte eines ungestümen Herzens. Francke, Bern 1952.
- Geist besiegt die Macht. Das Leben der Germaine de Stae͏̈l. Francke, Bern 1955.
- Schellings Frauen. Caroline und Pauline. Francke, Bern 1959.
- Marianne von Willemer. Goethes Suleika und ihre Welt. Francke, Bern 1961.
- Pegasus im Joche. Berufung und Beruf. Francke, Bern 1966.
- Die Frau im Schatten. Schillers Schwägerin Karoline von Wolzogen. Francke, Bern 1970.
- Der alte Mann am Frauenplan. Novalis, Schaffhausen 1980.